# Ewa Cieszyńska
Ewa Cieszyńska (z domu Kazimirowska) (ur. 5 stycznia 1923 w Czortkowie, zm. 15 czerwca 1972 we Wrocławiu) – polska architekt, urbanistka, pedagog.

## Życiorys
Urodziła się 5 stycznia 1923  w Czortkowie. W 1928 przeprowadziła się z rodzicami z Czortkowa do Lwowa. We Lwowie skończyła szkołę podstawową oraz Gimnazjum Sióstr Urszulanek. Podczas II wojny światowej uczęszczała na tajne komplety (liceum ogólnokształcące), w lipcu 1944 zdała maturę. Rozpoczęła studia na Wydziale Mechanicznym Lwowskiego Instytutu Politechnicznego, ale wkrótce zmieniła je na oddział architektury na Wydziale Budownictwa.
Po wysiedleniu ze Lwowa (1945) kontynuowała naukę na Wydziale Architektury Politechniki Krakowskiej, gdzie w 1949 uzyskała dyplom. Należała do Bratniej Pomocy Studentów Wydziałów Politechnicznych, do czasu jej rozwiązania w 1947. Od IV roku studiów była asystentką w Katedrze Historii Architektury Powszechnej kierowanej przez prof. Adama Mściwujewskiego.
W 1949 przeniosła się wraz z mężem do Wrocławia, gdzie została starszym asystentem w Katedrze Urbanistyki na Wydziale Architektury Politechniki Wrocławskiej. Od 1951 do 1954 pracowała równolegle w "Miastoprojekcie" (należała m.in. do zespołu projektującego osiedle mieszkaniowe Plac PKWN), była również przez trzy kadencje wiceprezesem oddziału wrocławskiego SARP, przewodniczącą Wrocławskiego Koła Urbanistów Polskich oraz sędzią konkursowym Towarzystwa Urbanistów Polskich. Ponadto przewodniczyła Komisji Budownictwa Rady Narodowej miasta Wrocławia, była miejską radną oraz należała do Wojewódzkiej i Miejskiej Komisji Urbanistyczno-Architektonicznej we Wrocławiu. Po zakończeniu pracy w "Miastoprojekcie" kontynuowała pracę na Politechnice Wrocławskiej.
W 1963 obroniła pracę doktorską, a w 1965 została kierownikiem Zakładu Projektowania Założeń Zielonych w Katedrze Urbanistyki Politechniki Wrocławskiej.
Podczas wydarzeń marcowych w 1968 znajdowała się na terenie uczelni, należąc do grona wykładowców-opiekunów protestującej młodzieży. Jako sankcję wykorzystano kończący się angaż i rozwiązano stosunek pracy w październiku 1968. Ewa Cieszyńska otrzymała tzw. wilczy bilet i tylko dzięki wstawiennictwu środowiska architektów od czerwca 1969 znalazła zatrudnienie w Biurze Projektów Budownictwa Komunalnego.
Zmarła na nowotwór mózgu 15 czerwca 1972, pochowana na Cmentarzu Grabiszyńskim.

## Wybrane dzieła
- projekt rewitalizacji założenia ogrodowego przy Zamku Książ w Wałbrzychu[2],
- projekt zagospodarowania Ślężańskiego Parku Krajobrazowego[2],
- projekt zagospodarowania Parku Szczytnickiego we Wrocławiu[2],
- koncepcja zagospodarowania terenu  Parków Wschodniego i Zachodniego,
- zagospodarowanie centrum Opola - I nagroda w konkursie (1962, w zespole z Zenonem Prętczyńskim i Romanem Tunikowskim)[2],
- koncepcja zabudowy Wrocławia-Południe - wygrana w konkursie (1972, w zespole z Zenonem Prętczyńskim i Romanem Tunikowskim)[2].

## Odznaczenia
- Złoty Krzyż Zasługi;
- Odznaka Budowniczego Wrocławia;
- Nagroda m. Wrocławia;
- Złota Odznaka Zasłużony dla Dolnego Śląska.

## Upamiętnienie
- Nagroda im. arch. Ewy Kazimirowskiej Cieszyńskiej za twórczość architektoniczną w dziedzinie kompozycji przestrzeni otwartej, ustanowiona  w 1977 przez Zarząd Główny SARP[3].